# 聖若翰洗者教堂

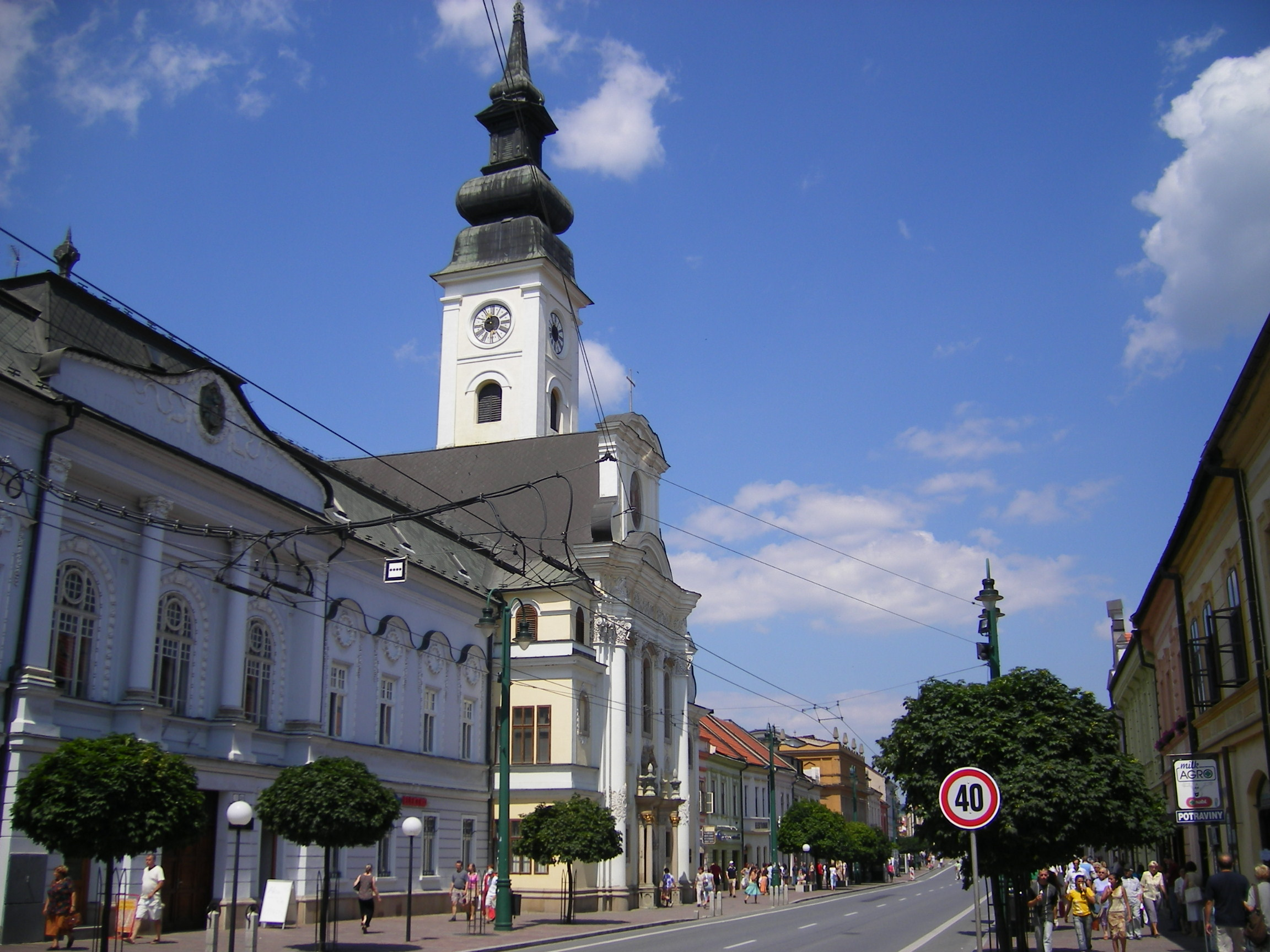
聖若翰洗者教堂

聖若翰洗者教堂是位於斯洛伐克城市普雷紹夫的一座教堂。聖若翰洗者教堂是斯洛伐克希臘禮天主教普雷紹夫總教區的主教座堂。